# Volkan Babacan
Volkan Babacan, född 11 augusti 1988, i Antalya, Turkiet är fotbollsspelare som spelar som målvakt för İstanbul Başakşehir i Süper Lig och för det turkiska landslaget.